# Nicholas Pileggi
Nicholas Pileggi (New York, 22 februari 1933) is een Amerikaans auteur, journalist en scenarioschrijver.

## Biografie
Pileggi werd in 1933 in New York geboren als de zoon van Nicola "Nick" Pileggi en Susan "Susie" Defaslo en groeide op in Brooklyn. Zijn vader, een Italiaanse migrant afkomstig van Maida (Calabrië), speelde de trombone in een orkest voor stille films en werd later de eigenaar van een schoenwinkel. Zijn moeder was van Italiaanse afkomst maar werd in de Verenigde Staten geboren.
Pileggi is langs moederszijde een neef van de Amerikaanse schrijver en journalist Gay Talese.
In 1987 trouwde hij met filmmaakster Nora Ephron, die in 2012 overleed.

## Carrière
Aanvankelijk wilde Pileggi literatuur onderwijzen, maar hij kreeg een baantje bij het persagentschap Associated Press (AP) en belandde zo in de journalistiek. In de jaren 1960 werkte hij voor New York Magazine. Hij schreef hoofdzakelijk over de Italiaans-Amerikaanse maffia, georganiseerde misdaad en corruptie.
Zijn eerste non-fictieboek, Blye, Private Eye (1976), ging over privédetective Irwin Blye. Een decennium later schreef hij onder de titel Wiseguy: Life in a Mafia Family  een boek over Henry Hill, een maffioso die informant werd. Het boek werd nadien door Pileggi omgevormd tot een filmscript en onder de titel Goodfellas (1990) verfilmd door regisseur Martin Scorsese. De film werd bekroond met een Oscar en Pileggi zelf ontving voor zijn script een BAFTA Award.
Enkele jaren later werkten Pileggi en Scorsese ook samen aan de maffiafilm Casino (1995), een verfilming van Pileggi's gelijknamig non-fictieboek over hoe de maffia in de jaren 1970 de casino's van Las Vegas controleerde. In de jaren 2010 werkte Pileggi ook mee aan het script van The Irishman (2019) van Scorsese, waarvoor hij uiteindelijk een vermelding als uitvoerend producent kreeg.

## Filmografie
| Jaar      | Titel                     | Rol                             |
| --------- | ------------------------- | ------------------------------- |
| 1990      | Goodfellas                | scenarist                       |
| 1993      | Father Hood               | producent                       |
| 1994      | Loyalty & Betrayal (docu) | scenarist                       |
| 1995      | Casino                    | scenarist                       |
| 1996      | City Hall                 | scenarist                       |
| 1997–1999 | Michael Hayes (tv-serie)  | scenarist, uitvoerend producent |
| 1999      | Vendetta (tv-film)        | uitvoerend producent            |
| 2007      | Kings of South Beach      | scenarist, producent            |
| 2007      | American Gangster         | uitvoerend producent            |
| 2012–2013 | Vegas (tv-serie)          | bedenker, uitvoerend producent  |
| 2019      | The Irishman              | uitvoerend producent            |

## Prijzen en nominaties
| Jaar | Prijs                          | Categorie               | Film       | Uitslag     |
| ---- | ------------------------------ | ----------------------- | ---------- | ----------- |
| 1991 | Academy Awards (Oscars)        | Beste bewerkte scenario | Goodfellas | Genomineerd |
| 1991 | Golden Globe                   | Beste scenario          | Goodfellas | Genomineerd |
| 1991 | BAFTA Award                    | Beste bewerkte scenario | Goodfellas | Gewonnen    |
| 1991 | Writers Guild of America Award | Beste bewerkte scenario | Goodfellas | Genomineerd |